# 加雷斯·贝尔
加雷斯·法蘭克·貝爾，MBE（1989年7月16日—），已退役的威爾斯職業足球員，司職翼鋒，前威爾斯足球代表隊隊長。
在他的巅峰时期，贝尔是世界上速度最快的足球运动员之一，在他职业生涯的初期司職左后卫。后来被皇家马德里引进，與基斯坦奴·朗拿度和賓施馬組成BBC組合，為足球歷史上最強三叉戟之一。
2013-14赛季西班牙国王杯决赛上演西班牙打吡，贝尔在第85分钟上演了名场面「弯道超车」将球传给3秒后的自己，成功打入决胜球，助皇马夺得那届国王杯。赛后更有球迷给予「两点之间贝尔最短」的称号。

## 出身
巴利出生於英國威爾斯首府卡地夫，是當地勁旅卡迪夫城前射手球員基斯·派克（Chris Pike）的外甥。贝尔的足球天賦在幼年時候已經很突出，他的左腳尤其純熟，而且控球時往往表現得沉着自信。當巴利九歲就讀小學那年，他曾經代表過卡迪夫公務員足球會（Cardiff Civil Service Football Club）踢了一項5人足球錦標賽，初次引起了修咸頓球探的注意。
直到巴利升讀高中，除了足球之外他同時還參與欖球、曲棍球和長跑運動。由於其足球技術超群，學校裡名叫格温·莫里斯（Gwyn Morris）的體育教師不得不為巴利訂下特殊的比賽規則，包括不准他用左腳踢球，也不可以一觸球便傳球（one-touch pass）。而巴利那時已經開始接受位於薩默塞特郡巴斯市的修咸頓衛星學院訓練。期間他以16歲之齡協助學校足球隊奪得一項名為卡迪夫及韋爾高級杯（Cardiff & Vale Senior Cup）的地區賽事。當巴利2005年暑假高中畢業時，其英國會考（GCSE）體育科理所當然地取得了甲等成績，而校方也特別頒發體育獎學金以作嘉許，巴利的體育教師莫里斯在典禮上致辭：
「加里夫有一顆堅定的決心，也具備良好的品格和資質去達到他的人生目標。他是我認識的其中一個最無私的人，故此我很欣慰曾經教導過他。」

## 球會生涯

### 修咸頓
巴利高中畢業後正式展開球員生涯。2006年4月17日巴利以16歲又275日之齡為修咸頓正選上陣踢滿全場，成為修咸頓史上第二年輕上陣紀錄保持者（僅次於），該仗修咸頓最終以2-0擊敗米尔沃尔。
2006年8月6日，巴利在球隊2006/07年賽季的首場英冠比賽中取得處子入球，他主踢的任意球直射破網為修咸頓一度扳平，最終作客德比郡的派迪公園球場與對手踢成2-2言和。緊接著的第二輪聯賽，於主場聖瑪麗球場迎戰考文垂時巴利再次自由球一射中鵠。隨後又在對西布罗姆维奇的比賽裡主射罰球擊中門柱，使其任意球專家的聲譽日隆，而他也成為8月份英冠最佳球員。
藉著完場前扳平桑德兰的一球、作客赫尔城的自由球以及主場攻破诺里奇城的大門，巴利到了2006年12月16日的英冠入球數已經累積至5個。同月，巴利獲英國廣播公司（BBC）頒贈「卡因·詹姆斯獎項」（Carwyn James Award），以表揚他作為一年一度威爾斯體育界青年風雲人物。2007年3月4日巴利獲頒06/07球季英足聯最佳年青球員，總結了他職業球員生涯首個賽季的成功。
2007年5月12日是巴利最後一次代表修咸頓上陣，那時球隊正在升班附加賽準決賽的首回合與打比郡爭逐，但巴利在下半場受傷令他無緣在次回合出場，最終被對手打比郡取得升班到英超的資格。總計巴利共為修咸頓披甲了45場，並取得5個入球，除了其自由球威力之外，他的招牌式慶祝入球動作──凌空自轉也令修咸頓球迷印象深刻。

### 熱刺
隨著修咸頓在英冠附加賽首輪被淘汰，曼聯、阿森纳等英超球隊都對這位威爾斯天才表示濃厚興趣。最終加雷斯·贝尔選擇加盟由領軍的倫敦球會熱刺，在2007年5月25日完成轉會手續，簽下四年合約。轉會金額是500萬英鎊，但根據附加條款，如果巴利表現理想，則轉會費最終有機會追加至1,000萬英鎊。

#### 2007/08球季
加雷斯·贝尔在7月12日對聖巴特里的季前友誼賽中首次代表熱刺登場，不過在第80分鐘因輕傷被換出。他正式的處子上陣是在8月26日作客曼聯的奧脫福球場。隨後，僅僅第二次替球隊上陣時，巴利就在9月1日與富咸打成3-3一役首度為熱刺入球，當時他在禁區左側接應罗比·基恩的傳送後獲得單刀機會，馬上冷靜地射穿對方由尼美（Antti Niemi）把守的大門。接著巴利在對陣阿仙奴的北倫敦打吡傳統大戰中憑自由球勁射近柱破網，然後在聯賽杯對米杜士堡的比賽裡亦有進帳，剛剛加入球隊不久便四場入三球，狀態良好。
2007年12月2日在聯賽2-3見負伯明翰一役遭到梅安巴攔截後受傷離場，接受掃瞄後顯示巴利右腳踝的韌帶遭受損傷，需要一段較長的時間觀望傷勢。2008年2月，球會總監达米安·科莫利（Damien Comolli）確認巴利將會缺席當季餘下的賽事。

#### 2008/09球季
2008年8月，巴利與球會續簽四年新合約。然而該季裡不論追隨拉莫斯抑或是走馬上任的哈利·列納手下，巴利連續24次在聯賽替熱刺上陣的比賽裡，球隊皆無一獲勝。許多球迷因此把他稱呼為「倒楣」（「Bale」在英文俚語中亦有不走運、災禍的意思）。另外《每日電訊報》的足球專欄亦以「巴利魔咒」為題報導。2009年6月，巴利接受膝蓋手術，需要8星期時間康復，因而缺席所有季前熱身賽。

#### 2009/10球季
加雷斯·贝尔在2009年9月26日熱刺5-0大勝般尼的英超比賽裡於第85分鐘後備上場，終止個人聯賽不勝的走勢。雖然如此，但同隊另一名左後衛阿蘇艾確圖曾在揭幕戰2-1戰勝利物浦時射入精彩自由球，加上演出水準穩定而佔據著主力位置，巴利因此不得不屈居在他之後，季初的大部份時間都在後備席上度過。隨著阿蘇艾確圖在2010年1月起離隊一個半月為喀麥隆參加2010年非洲國家盃，熱刺領隊列納重新給予巴利正選上陣的機會，首先便在足總杯第三圈以4-0大勝彼德堡一役重新起用巴利作為球隊的左後衛。之後在聯賽2-0贏另一支倫敦隊伍富咸，終於嚐到在英超聯正選上陣取勝的滋味。
巴利隨後不但保持水準，而且在季尾階段更有光芒四射的演出。在阿蘇艾確圖歸隊的情況下，領隊列納決定將兩者並存，由防守穩健的阿蘇艾確圖續任左後衛，而攻強於守的巴利則向前移為左翼，讓他可以利用其速度在邊線作個人突破或者傳中。2010年4月14日，巴利再次在「北倫敦打吡」揚威，在突破越位後接應的傳送輕鬆建功，協助球隊2-1擊敗宿敵阿仙奴，亦使對方爭奪聯賽冠軍的希望幻滅。3日後，熱刺面對榜首的車路士，巴利在完半場前扭過對方守衛後右腳勁射破網。第68分鐘巴利於左路一次引球出擊，迫使對方隊長從後攔截而被球證出示第2面黃牌驅逐出場。熱刺最終以2-1擊敗車路士，賽後巴利當選全場最佳球員。隨後他又獲英超賽會頒發4月份最佳球員獎項（Player of the Month）。2010年5月7日，作為幫助球隊取得歐洲聯賽冠軍盃外圍賽資格的回報和避免傳媒炒作轉會，加雷斯·贝尔與熱刺會方續簽一紙四年的新合約。

#### 2010/11球季
2010/11球季展開，8月21日巴利在聯賽2-1勝史篤城的比賽中梅開二度，其中側身窩利妙射的第二球被英國廣播公司選為英超月份金球。4日後，巴利在歐洲聯賽冠軍盃外圍賽對瑞士球隊年青人第二回合有好表現，造出三次助攻外，還博得一個十二碼，協助球隊以4-0勝出，晉身小組賽。2010年9月29日的歐冠盃分組賽第二輪，巴利收穫個人首個歐聯入球，同時助熱刺4-1大勝荷甲冠軍川迪。2010年10月4日，威爾斯足協（FAW）宣佈加雷斯·贝尔為2010年度威爾斯足球先生的得主，年僅21歲的巴利表示對得到獎項感到意外和十分榮幸，因為曾經獲該獎的前人貢獻良多，希望自己未來也能為國家隊取得成功。10月20日歐聯分組賽第三輪，巴利作客聖西路球場面對衛冕歐洲冠軍國際米蘭上演個人初次成年隊帽子戲法，帶領在比賽首35分鐘已經0-4遙遙落後的熱刺在劣勢下窮追不捨，最終熱刺僅負3-4。11月2日熱刺返回白鹿徑迎戰國際米蘭，巴利再度在場上利用一已速度衝擊國米防線，包括多次突破上季歐聯官方最佳右閘並貢獻出兩球助攻，使球隊取得一場重要的3-1勝局，賽後熱刺領隊哈利·列納戲稱需要藥檢人員試驗一下巴利是否有使用禁藥﹔最終熱刺分組賽力壓國米首名晉級，僅在八強敗給皇家馬德里出局。

#### 2011/12球季

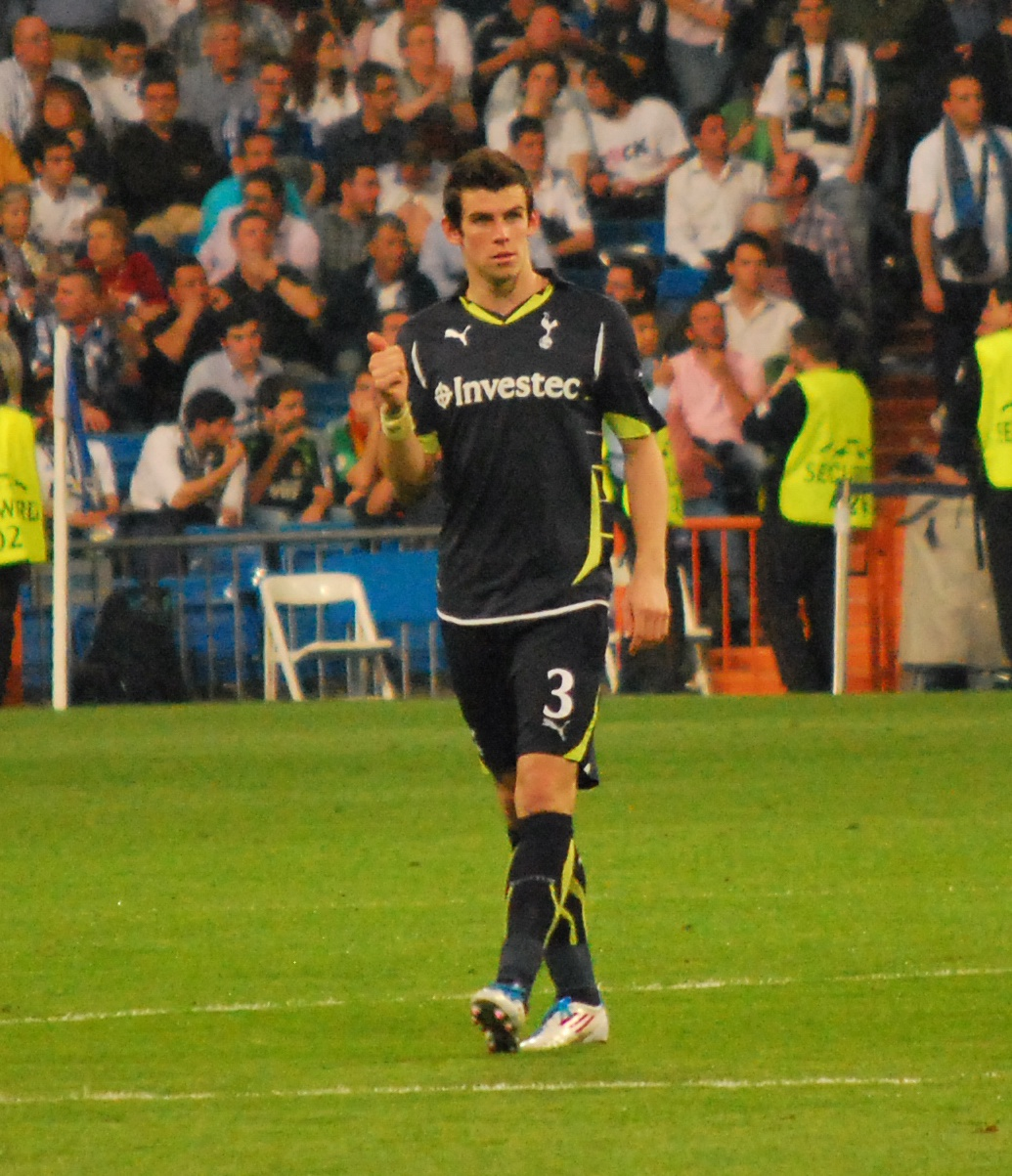
巴利於2011年

2011/12球季，巴利繼續有出色表現，帶領球隊於英格蘭超級聯賽走勢凌厲，更一度佔據第三位，但由於受到時任領隊哈利·列納接掌英格蘭國家隊帥印傳聞困擾，熱刺在北倫敦打吡作客阿仙奴大敗2-5後表現下滑，最終以第四名完成聯賽，本可參與來屆歐冠盃外圍賽，但由於該季歐冠盃由車路士奪得，以衛冕隊伍身份直接晉級來屆歐冠盃分組賽，因此熱刺只能轉戰歐霸，而列納亦在該季後被解僱。

#### 2012/13球季
2012/13球季，巴利表現大熟大勇，令歐洲球壇出現一位炙手可熱的新星，於聯賽第六輪取得入球，協助球隊23年來首次作客擊敗曼聯﹔4月28日的PFA頒獎典禮中，巴利更連奪PFA球員先生、最佳年青球員獎和FWA足球先生，成為繼C朗拿度在2007年後，第二位包攬以上三獎的球員。不過熱刺在英超排名爭奪中處於被動，最終以第五名完成聯賽，只能連續三年轉戰歐霸。

### 皇家馬德里
2013年9月1日，巴利轉投皇家馬德里，其轉會費因未向外公佈，媒體各有不同講法；Real Madrid TV和西班牙媒體報導為7700萬鎊（9100萬歐羅），2013年10月15日，皇馬會長聲稱其轉會費為9,100萬歐元，即7,800萬鎊
。而英國媒體則報導其真正轉會費為破世界紀錄的8530萬鎊（1億歐羅），打破C朗拿度的8000萬鎊（9400萬歐羅）轉會費紀錄 。

#### 2013/14球季
巴利首戰作客比利亞雷阿爾即取得入球，以2-2戰平。經過賽季初的磨合期之後，巴利在與塞維利亞的比賽當中大放異彩攻入兩球并助攻賓施馬和。
之後對巴列卡诺又貢獻兩次助攻幫助球隊獲勝，他在歐冠小組賽客場對陣尤文圖斯時打入一記世界波反超比分，鋒線三叉戟BBC組合就此形成。
11月30日對巴利亞多利德的聯賽中，巴利連中三元，助球隊大勝4-0。4月16日的国王杯決賽中，巴利在85分鐘接應的傳送，直接繞圈跑出場外，左路力壓長驅直進至禁區打入反超比分的一球為皇馬奠定勝局，以2-1擊敗巴塞羅那捧盃。據英國傳媒資料，巴利跑了65碼，用了7.2秒，平均秒速8.255米。
5月25日舉行的歐洲聯賽冠軍盃決賽，加時下半場迪馬利亞左路連過三人後小角度射門被扑出，及時趕到的巴利補射將球送入网內，頂入球隊2比1反先的一球，使全隊體力急劇下降的同城對手馬德里體育會完全洩氣，協助己隊最終以4-1大勝奪冠，再次成為決賽中的關鍵人物。

#### 2015/16球季
自行向貝尼特斯請纓改打進攻中場位置，但不善策應梳理攻勢以極度失敗告終，新帥席丹上任之後巴利回到右路回復不凡表現，在聯賽對陣巴列卡诺打入全場唯一進球。

#### 2017/18球季
在歐冠決賽，巴利接應馬塞羅傳球一球以倒掛金勾的世界波領先2:1，然後再到83分鐘，巴利一次冷箭射門，利物浦門將洛里斯·卡利奧斯再一次犯下致命錯誤，拍到皮球但甩手彈進球門，皇馬領先3:1直到完場，完成了歐冠改制以來史無前例的三連冠，巴利亦成為當場的最佳球員。

#### 2018/19球季
在基斯坦奴·朗拿度離開皇家馬德里後贝尔仍然不受重用，甚至遭主帥直言「應盡快離開皇馬」。

#### 2021/22球季
主帥換為卡洛·安切洛蒂后贝尔仍然不受重用，從热刺租借歸队後的2021年只上阵五次，直至歐冠16強打響前夕在对維拉利爾的西甲赛事中因主力中鋒卡里姆·本泽马受伤才在2022年獲得首次上場机会，在对巴黎聖日耳曼的歐冠16強首回合賽事亦獲得上场机会。
2022年2月17日，主帥安切洛蒂确认贝尔将於賽季结束后离开球队。

### 重返熱刺
2020年9月19日，热刺從皇家馬德里租借一年加雷斯·贝尔，贝尔將身穿9號球衣。

2020年10月18日，贝尔在球隊對上西汉姆的主場比賽中第72分鐘替補上場，為重返熱刺後首次亮相。
2020年11月2日，貝爾在熱刺對上布萊頓的主場比賽中第70分鐘替補上場，在第73分鐘以一記頭球破門。這是貝爾重返熱刺的首個進球，最终热刺以2-1戰勝布萊頓。
2021年5月2日，貝爾在對陣謝菲爾德聯的4-0比賽中獲得帽子戲法。這頂帽子戲法是他在英超聯賽中的第二次，也是自從他返回托特納姆熱刺以來的第一次。

### FC洛杉磯
2022年6月，FC洛杉磯官方宣佈加利夫巴利將會加盟球隊，合約只維持半年。
2023年1月9日，巴利於社交平台宣佈退役消息，結束其17年職業生涯。

## 國家隊生涯

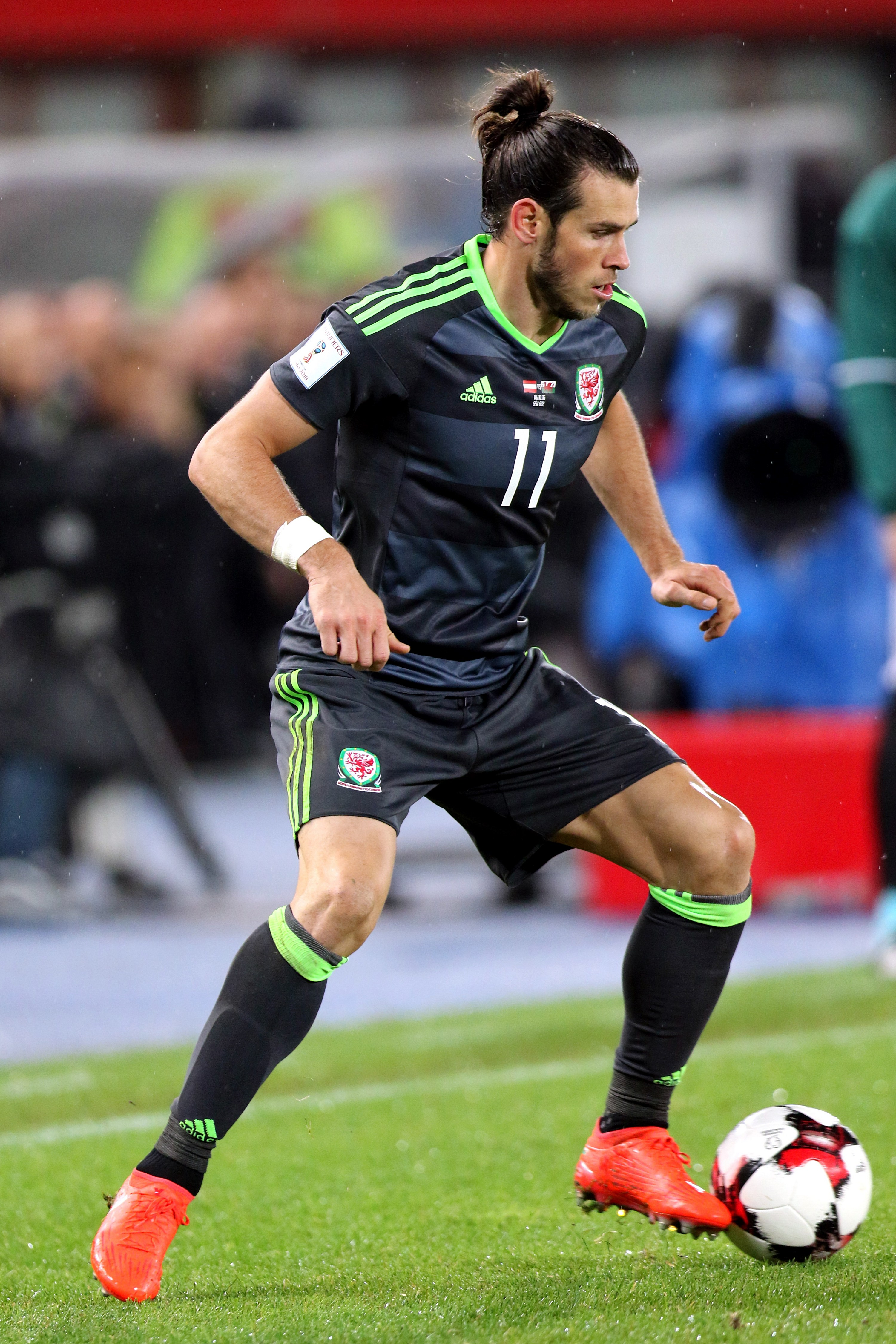
貝爾在2016年10月的2018年世界盃資格賽面對奧地利

自從第一次為威爾斯青年隊上陣後，加雷斯·贝尔很快便被國家一隊垂青。2005/06賽季季尾階段獲得國家隊主教練徵召，並在2006年5月27日勝千里達2-1一役後備上陣，以16歲又315日之齡打破威爾斯國家隊史上最年輕上陣紀錄，比起之前尼亞坦加的舊記錄還要年輕3個月。巴利在上場後隨即為送上致勝一球的助攻。
2006年10月7日加雷斯·贝尔在2008年歐洲國家盃外圍賽對斯洛伐克時射入其招牌式罰球，使他成為威爾斯國家隊史上最年輕的入球者。2007年3月28日巴利在威爾斯3-0贏聖馬利諾一役再次入球建功。

雖然巴利可以藉由他祖母的身份代表英格蘭，但他早於2007年已聲明：「能夠代表威爾斯是一份無尚光榮……英方從來沒有派員私下跟我接觸，只曾通過我經紀的層面。」
從腳踝的長期傷患康復之後，巴利在2009年10日10日回歸國家隊，於世界盃外圍賽對芬蘭的硬仗中正選披甲。4日後，在作客對弱旅列支敦士登時巴利先助攻隊友先下一城，然後又在危險位置博得對方犯規，結果罰球由阿隆·拉姆塞操刀射入。
可惜巴利的復出為時已晚，威爾斯在整個外圍賽上表現一般，在分組中只能夠克制魚腩部隊阿塞拜疆以及列支敦士登，面對實力較強的德國、俄羅斯以至芬蘭時卻全數落敗，最終累積12分只能在小組中排名第四。自唯一一次出席世界盃(1958年瑞典)打入八強之後至今52年間，威爾斯國家隊已經連續13次與世界盃無緣了。
在2010年12月，巴利獲BBC頒贈威爾斯本年度傑出運動員大獎。
巴利在年齡上符合參加2012年倫敦奧運的資格，並聲言即使在無視威爾斯足總之下，他亦會期待自己能代表英國奧運足球隊而「樂於參加奧運」，
但最後卻因傷退選。
巴利在2016年歐洲足球錦標賽率領威爾士打入四強賽，創下隊史最佳成績
。而最後在四強賽以0:2敗給該屆賽事冠軍葡萄牙。
2018年3月，威爾斯獲邀參加2018年中國盃國際足球錦標賽，而在3月22日面對地主中國的比賽中上演帽子戲法，在國家隊的進球數也超越前輩伊恩·拉什，成為隊史進球的第一名，該場賽事也已6-0大勝中國，讓巴利的記錄之夜增添更多光彩。
2021年5月，巴利入選威爾士隊出战2020年歐洲國家盃26人名單。
2022年世界盃歐洲區外圍賽附加賽，巴利帶領威爾士隊先斬奧地利，後斬烏克蘭，成功帶領威爾士相隔64年後再次闖入世界盃。會內賽，巴利理所當然地入選26人名單。在第一場對陣美國的小組賽中，巴利射入一球12碼，除了為威爾士取得64年後的第一個世界盃入球外，亦是巴利的第一個世界盃入球。 可惜 威爾士隊並未能從小組賽中出線，巴利亦未能再取得入球。世界盃完結後，巴利宣布從國家隊中退役，結束其16年國家隊生涯。

## 個人生活
- The R&A（英语：The R&A）宣布貝爾擔任高爾夫球運動全球大使。[53]

加雷斯在英國2022年生日榮譽中頒授大英帝國員佐勳章（MBE），以表彰他「對足球和慈善的貢獻」。

## 技术特点

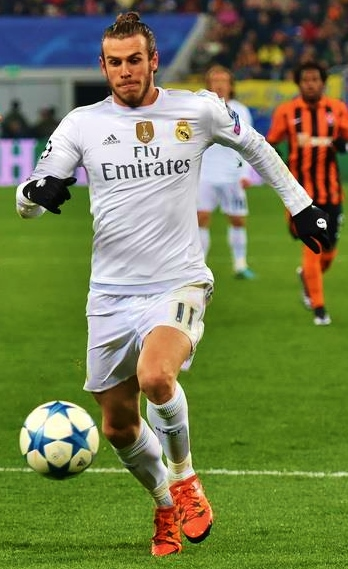
貝爾在2015年為皇家馬德里出賽

贝尔拥有良好的身体素质和速度，著名招式是將球踢向前方，繞過防守球员再快速得到球权并射门。而貝爾也是一位操刀直接自由球的人選。

## 生涯數據

### 俱樂部
最後更新：2021年5月23日
| 俱樂部      | 賽季     | 聯賽     | 聯賽 | 聯賽 | 國家盃賽 | 國家盃賽 | 聯賽盃賽 | 聯賽盃賽 | 歐戰 | 歐戰 | 其他 | 其他 | 總計 | 總計 |
| 俱樂部      | 賽季     | 層級     | 出賽 | 進球 | 出賽     | 進球     | 出賽     | 進球     | 出賽 | 進球 | 出賽 | 進球 | 出賽 | 進球 |
| ----------- | -------- | -------- | ---- | ---- | -------- | -------- | -------- | -------- | ---- | ---- | ---- | ---- | ---- | ---- |
| 南安普敦    | 2005–06  | 英冠     | 2    | 0    | 0        | 0        | 0        | 0        | —    | —    | —    | —    | 2    | 0    |
| 南安普敦    | 2006–07  | 英冠     | 38   | 5    | 1        | 0        | 3        | 0        | —    | —    | 1    | 0    | 43   | 5    |
| 南安普敦    | 總計     | 總計     | 40   | 5    | 1        | 0        | 3        | 0        | —    | —    | 1    | 0    | 45   | 5    |
| 熱刺        | 2007–08  | 英超     | 8    | 2    | 0        | 0        | 1        | 1        | 3    | 0    | —    | —    | 12   | 3    |
| 熱刺        | 2008–09  | 英超     | 16   | 0    | 2        | 0        | 5        | 0        | 7    | 0    | —    | —    | 30   | 0    |
| 熱刺        | 2009–10  | 英超     | 23   | 3    | 8        | 0        | 3        | 0        | —    | —    | —    | —    | 34   | 3    |
| 熱刺        | 2010–11  | 英超     | 30   | 7    | 0        | 0        | 0        | 0        | 11   | 4    | —    | —    | 41   | 11   |
| 熱刺        | 2011–12  | 英超     | 36   | 9    | 4        | 2        | 0        | 0        | 2    | 1    | —    | —    | 42   | 12   |
| 熱刺        | 2012–13  | 英超     | 33   | 21   | 2        | 1        | 1        | 1        | 8    | 3    | —    | —    | 44   | 26   |
| 熱刺        | 總計     | 總計     | 146  | 42   | 16       | 3        | 10       | 2        | 31   | 8    | —    | —    | 203  | 55   |
| 皇家馬德里  | 2013–14  | 西甲     | 27   | 15   | 5        | 1        | —        | —        | 12   | 6    | —    | —    | 44   | 22   |
| 皇家馬德里  | 2014–15  | 西甲     | 31   | 13   | 2        | 0        | —        | —        | 10   | 2    | 5    | 2    | 48   | 17   |
| 皇家馬德里  | 2015–16  | 西甲     | 23   | 19   | 0        | 0        | —        | —        | 8    | 0    | —    | —    | 31   | 19   |
| 皇家馬德里  | 2016–17  | 西甲     | 19   | 7    | 0        | 0        | —        | —        | 8    | 2    | 0    | 0    | 27   | 9    |
| 皇家馬德里  | 2017–18  | 西甲     | 26   | 16   | 2        | 1        | —        | —        | 7    | 3    | 4    | 1    | 39   | 21   |
| 皇家馬德里  | 2018–19  | 西甲     | 29   | 8    | 3        | 0        | —        | —        | 7    | 3    | 3    | 3    | 42   | 14   |
| 皇家馬德里  | 2019–20  | 西甲     | 16   | 2    | 1        | 1        | —        | —        | 3    | 0    | 0    | 0    | 20   | 3    |
| 皇家馬德里  | 總計     | 總計     | 171  | 80   | 13       | 3        | —        | —        | 55   | 16   | 12   | 6    | 251  | 105  |
| 熱刺 (租借) | 2020–21  | 英超     | 20   | 11   | 2        | 1        | 2        | 1        | 10   | 3    | —    | —    | 34   | 16   |
| 生涯總計    | 生涯總計 | 生涯總計 | 377  | 138  | 32       | 7        | 15       | 3        | 96   | 27   | 13   | 6    | 533  | 181  |

1. ↑  包含西班牙國王盃以及英格蘭足總盃
2. ↑  包含英格蘭足球聯賽盃
3. ↑  於英冠附加賽（英语：EFL Championship play-offs）出賽
4. 1 2  於歐足總歐洲聯賽出賽
5. 1 2 3 4 5 6 7 8  於歐洲冠軍聯賽出賽
6. 1 2 3  於歐足總歐洲聯賽出賽
7. ↑  1次歐洲超級盃出賽,2次西班牙超級盃出賽,國際足總俱樂部世界盃2次出賽且2顆進球
8. ↑  1次歐洲超級盃出賽,1次西班牙超級盃出賽,國際足總俱樂部世界盃2次出賽且1顆進球
9. ↑  1次西班牙超級盃出賽,國際足總俱樂部世界盃2次出賽且3顆進球

### 國家隊
最後更新：2022年11月30日
| 國家隊 | 年分 | 出賽 | 進球 |
| ------ | ---- | ---- | ---- |
| 威爾士 | 2006 | 4    | 1    |
| 威爾士 | 2007 | 7    | 1    |
| 威爾士 | 2008 | 5    | 0    |
| 威爾士 | 2009 | 7    | 0    |
| 威爾士 | 2010 | 4    | 1    |
| 威爾士 | 2011 | 6    | 3    |
| 威爾士 | 2012 | 5    | 3    |
| 威爾士 | 2013 | 5    | 2    |
| 威爾士 | 2014 | 5    | 3    |
| 威爾士 | 2015 | 6    | 5    |
| 威爾士 | 2016 | 11   | 7    |
| 威爾士 | 2017 | 3    | 0    |
| 威爾士 | 2018 | 6    | 5    |
| 威爾士 | 2019 | 9    | 2    |
| 威爾士 | 2020 | 4    | 0    |
| 威爾士 | 2021 | 13   | 3    |
| 威爾士 | 2022 | 11   | 5    |
| 總計   | 總計 | 111  | 41   |

## 榮譽

### 俱樂部
修咸頓
- 英超青年聯賽 冠軍：2006

熱刺
- 英格蘭足球聯賽盃冠軍：2007–08；亞軍：2008-09，2020-21

皇家馬德里
- 西班牙甲組聯賽冠軍：2016–17，2019–20，2021-22
- 西班牙國王盃冠軍：2013–14[78]
- 西班牙超級盃冠軍：2017
- 歐洲冠軍聯賽冠軍：2013–14，2015–16，2016–17，2017–18，2021–22[79]
- 歐洲超級盃 冠軍：2014，2016，2017
- 世界冠軍球會盃 冠軍：2014，2016，2017，2018

FC洛杉磯
- 美國職業足球大聯盟盃冠軍：2022[80]
- 支持者之盾冠軍：2022[81]

### 國家隊
威爾斯
- 歐洲國家盃半決賽：2016

### 個人獎項
- 英格蘭FWA足球先生：2013年[82]
- 英格蘭PFA足球先生：2011年[83]，2013年；
- PFA年度最佳青年球員：2013年
- 英格蘭冠軍足球聯賽 PFA年度最佳陣容：2007年
- 英格蘭超級足球聯賽 PFA年度最佳陣容：2011年；
- 英足聯最佳青年球員：2007年；
- 威爾斯足協最佳青年球員：2007年[84]；
- 足總盃第5、第6圈傑出球員：2010年；
- 英超每月最佳球員：2010年4月份[85]；
- 熱刺最佳青年球員：2009/2010球季[86]；
- 威爾斯足球先生（英语：Welsh Footballer of the Year）：2010年、2011年、2013年、2014年、2015年、2016年[27][87]
- 俱樂部世界盃金球獎：2018年
- 俱樂部世界盃金靴獎：2018年

### 勳章
- 大英帝國員佐勳章：2022年[54]

## 外部連結
- Soccerway資料庫：加雷斯·贝尔
- 加雷斯·贝尔 – FIFA國際賽競賽紀錄 (存檔)
- 足球数据库：加雷斯·贝尔的球员统计数据